# سرشت جنسی انسان
آمیزش جنسی: خاستگاه پیشاتاریخی مسائل جنسی امروزی (به انگلیسی: Sex at Dawn: The Prehistoric Origins of Modern Sexuality) نام کتابی است که توسط کریستوفر ریان (PHD)(به انگلیسی: Christopher Ryan) و ساسیلدا جِفا (MD) (به انگلیسی: Cacilda Jethá) نوشته شده است. این کتاب اولین بار در سال ۲۰۱۰ توسط انتشارات هارپرکالینز به چاپ رسید. برای نسخهٔ کاغذی، که در ۵ ژوئیه ۲۰۱۱ به چاپ رسید، عنوان جانبی کتاب به چگونه جفت می‌یابیم، چرا از آن تخطی می‌کنیم، و این برای روابط امروزی چه معنایی دارد. تغییر یافت.
این کتاب همچنین در کره جنوبی، فنلاند، استرالیا و نیوزلند به چاپ رسیده‌است. همچنین در حال انتشار در ژاپن، اسپانیا، چین، لهستان، روسیه، اکراین، رومانی و آلبانی است.
ترجمه فارسی این کتاب به صورت اینترنتی منتشر شده‌است و به رایگان از وبگاه نویسنده آن قابل دریافت است.